# Coma Divine - Recorded Live in Rome
Coma Divine - Recorded Live in Rome è il secondo album dal vivo del gruppo musicale britannico Porcupine Tree, pubblicato il 20 ottobre 1997 dalla Delerium Records.

## Descrizione
Registrato in tre serate al Frontiera di Roma nel marzo dello stesso anno, evidenzia il successo ricevuto con Signify che ha portato la band ad un nuovo livello commerciale. Il disco raccoglie brani che coprono tutta la carriera del gruppo fino a quel momento e, sebbene sia stato registrato live senza alcuna sovraincisione, si caratterizza per un'attenta pulizia del suono, fatta eccezione per qualche ritocco di missaggio alle voci e sfumate di raccordo all'inizio e alla fine.

## Tracce
Testi e musiche di Steven Wilson, eccetto dove indicato.

### Edizione del 1997
1. Bornlivedieintro – 1:23 (Steven Wilson, Richard Barbieri)
2. Signify – 5:22
3. Waiting Phase One – 4:32
4. Waiting Phase Two – 5:28
5. The Sky Moves Sideways – 12:38
6. Dislocated Day – 6:37
7. The Sleep of No Dreaming – 5:18
8. Moonloop – 11:40 (Rick Edwards, Colin Edwin, Chris Maitland, Steven Wilson)
9. Radioactive Toy – 15:26
10. Not Beautiful Anymore – 9:43

### Riedizione del 2003
CD 1
1. Bornlivedieintro – 1:25 (Steven Wilson, Richard Barbieri)
2. Signify – 5:29
3. Waiting Phase One – 4:36
4. Waiting Phase Two – 5:23
5. The Sky Moves Sideways – 12:40
6. Dislocated Day – 6:35
7. The Sleep of No Dreaming – 5:19
8. Moonloop – 11:50 (Rick Edwards, Colin Edwin, Chris Maitland, Steven Wilson)

CD 2
1. Up the Downstair – 7:40
2. The Moon Touches Your Shoulder – 5:05
3. Always Never – 5:41
4. Is...Not – 6:09
5. Radioactive Toy – 13:30
6. Not Beautiful Anymore – 9:39

7" bonus nell'edizione 3 LP
- Lato A

1. Disappear (Demo Version 1)

- Lato B

1. Disappear (Demo Version 2)

## Formazione
- Steven Wilson – chitarra, voce
- Colin Edwin – basso
- Richard Barbieri – tastiera, sintetizzatore
- Chris Maitland – batteria, percussioni, cori